# Stephen Laybutt
Stephen John Laybutt (ur. 3 września 1977 w Lithgow, zm. 13 stycznia 2024 tamże) – australijski piłkarz występujący na pozycji obrońcy.

## Kariera klubowa
Laybutt seniorską karierę rozpoczynał w 1995 roku w zespole Wollongong Wolves z National Soccer League. Potem grał w Brisbane Strikers, a w 1999 roku przeszedł do japońskiego Shonan Bellmare, grającego w J-League i spędził tam sezon 1999. Następnie wrócił do Australii, gdzie został zawodnikiem Parramatty Power, grającej w National Soccer League.
W 2000 roku przeszedł do holenderskiego Feyenoordu. W jego barwach nie rozegrał jednak żadnego spotkania i na początku 2001 roku odszedł do RBC Roosendaal. W Eredivisie zadebiutował 10 marca 2001 w przegranym 1:2 pojedynku z Fortuną Sittard. Na koniec sezonu 2000/2001 RBC zajęło 18. pozycję w lidze i spadło do Eerste divisie.
Wówczas Laybutt przeniósł się do norweskiego Lyn Fotball. W barwach tej drużyny rozegrał sześć spotkań w Tippeligaen. W 2002 roku został graczem zespołu Sydney Olympic FC, z którym w sezonie 2001/2002 zdobył mistrzostwo National Soccer League. Następnie ponownie reprezentował barwy Brisbane Strikers, a w 2003 roku podpisał kontrakt z belgijskim Excelsiorem Mouscron i spędził tam sezon 2003/2004.
W 2004 roku odszedł do KAA Gent. W sezonach 2005/2006 oraz 2006/2007 zajął z nim 4. miejsce w Eerste Klasse. W 2007 roku przeszedł do ojczystego Newcastle Jets, w którym występował w sezonie 2007/2008. Następnie grał w amatorskim zespole Dandaloo FC. W 2010 roku zakończył tam karierę.
| Sezon   | Klub               | Kraj      | Rozgrywki              | Mecze | Bramki |
| ------- | ------------------ | --------- | ---------------------- | ----- | ------ |
| 1995/96 | Wollongong Wolves  | Australia | National Soccer League | 7     | 0      |
| 1996/97 | Wollongong Wolves  | Australia | National Soccer League | 10    | 0      |
| 1997/98 | Brisbane Strikers  | Australia | National Soccer League | 22    | 2      |
| 1998/99 | Brisbane Strikers  | Australia | National Soccer League | 24    | 3      |
| 1999    | Shonan Bellmare    | Japonia   | J-League               | 11    | 0      |
| 1999/00 | Parramatta Power   | Australia | National Soccer League | 7     | 1      |
| 2000/01 | Feyenoord          | Holandia  | Eredivisie             | 0     | 0      |
| 2000/01 | RBC Roosendaal     | Holandia  | Eredivisie             | 3     | 0      |
| 2001    | Lyn Fotball        | Norwegia  | Tippeligaen            | 6     | 0      |
| 2001/02 | Sydney Olympic FC  | Australia | National Soccer League | 12    | 1      |
| 2002/03 | Brisbane Strikers  | Australia | National Soccer League | 22    | 1      |
| 2003/04 | Excelsior Mouscron | Belgia    | Eerste Klasse          | 30    | 1      |
| 2004/05 | KAA Gent           | Belgia    | Eerste Klasse          | 30    | 1      |
| 2005/06 | KAA Gent           | Belgia    | Eerste Klasse          | 26    | 0      |
| 2006/07 | KAA Gent           | Belgia    | Eerste Klasse          | 14    | 0      |
| 2007/08 | Newcastle Jets     | Australia | A-League               | 10    | 0      |

## Kariera reprezentacyjna
Laybutt jest byłym reprezentantem Australii. W drużynie narodowej grał w latach 1999–2004. Przez ten czas rozegrał w niej 16 spotkań i zdobył jedną bramkę.